# Johann Schweigger
Johann Schweigger (alemany: Johann Salomo Christoph Schweigger)  (Erlangen, 8 d'abril de 1779 - Halle, 6 de setembre de 1857), va ser un químic alemany, físic i professor de matemàtiques nascut a Erlangen.
J.S.C. Schweigger era fill de Friedrich Christian Lorenz Schweigger, professor de teologia a Erlangen (1786 fins a la seva mort el 1802). Va estudiar filosofia a Erlangen. El seu doctorat va involucrar la qüestió homèrica revifada en aquell moment per Friedrich August Wolf. Johann Tobias Mayer, Georg Friedrich Hildebrandt i Karl Christian von Langsdorf el van convèncer per canviar-se a la física i la química i va impartir classes sobre aquests temes a Erlangen fins al 1803 abans de prendre posició de professor de l'escola a […] [Bayreuth] i en 1811 a Nuremberg. Durant els anys 1816-1819 va ser nomenat professor de filosofia a Erlangen ensenyant física i química. 1816 va ser elegit membre de l'Acadèmia de Ciències Leopoldina. 1819 es va traslladar a la universitat de Halle (Halle).
El 1820 va construir el primer galvanòmetre sensible, nomenant-lo després de Luigi Galvani. Va crear aquest instrument, acceptable per a la mesura real, així com per a la detecció de petites quantitats de corrent elèctric, envoltant una bobina de filferro al voltant d'un compàs graduat. L'instrument es deia inicialment multiplicador.
És el pare de Karl Ernst Theodor Schweigger i va adoptar un dels seus estudiants, Franz Wilhelm Schweigger-Seidel com el seu propi fill.

## Treballs escrits
- Einleitung in die Mythologie auf dem Standpunkte der Naturwissenschaft, Halle (1836) - Introducció a la mitologia, des del punt de vista de ciències naturals.
- Über naturwissenschaftliche Mysterien in ihrem Verhältnis zur Litteratur des Altertums, Halle (1843) - Implicació de misteris científics en la seva relació amb la literatura de l'antiguitat.
- Über das Elektron der Alten, Greifswald (1848). Sobre l'electró del passat.
- Über die stöchiometrischen Reihen, Halle (1853). Sobre la estequiometria, sèrie. Publicacions copiades a partir d'un article equivalent a la Wikipedia alemanya.